# Vojaški ordinariat Republike Južne Afrike
Vojaški ordinariat Južnoafriške republike je rimskokatoliški vojaški ordinariat, ki je vrhovna cerkveno-verska organizacija in skrbi za pripadnike Južnoafriška nacionalna obrambna silaJužnoafriške narodne oborožene sile.
Sedež ordinariata je v Groenkloofu.

## Škofje
- John Colburn Garner (17. maj 1951 - 26. marec 1976)
- George Francis Daniel (26. marec 1976 - danes)